# Gruta de Trois Frères

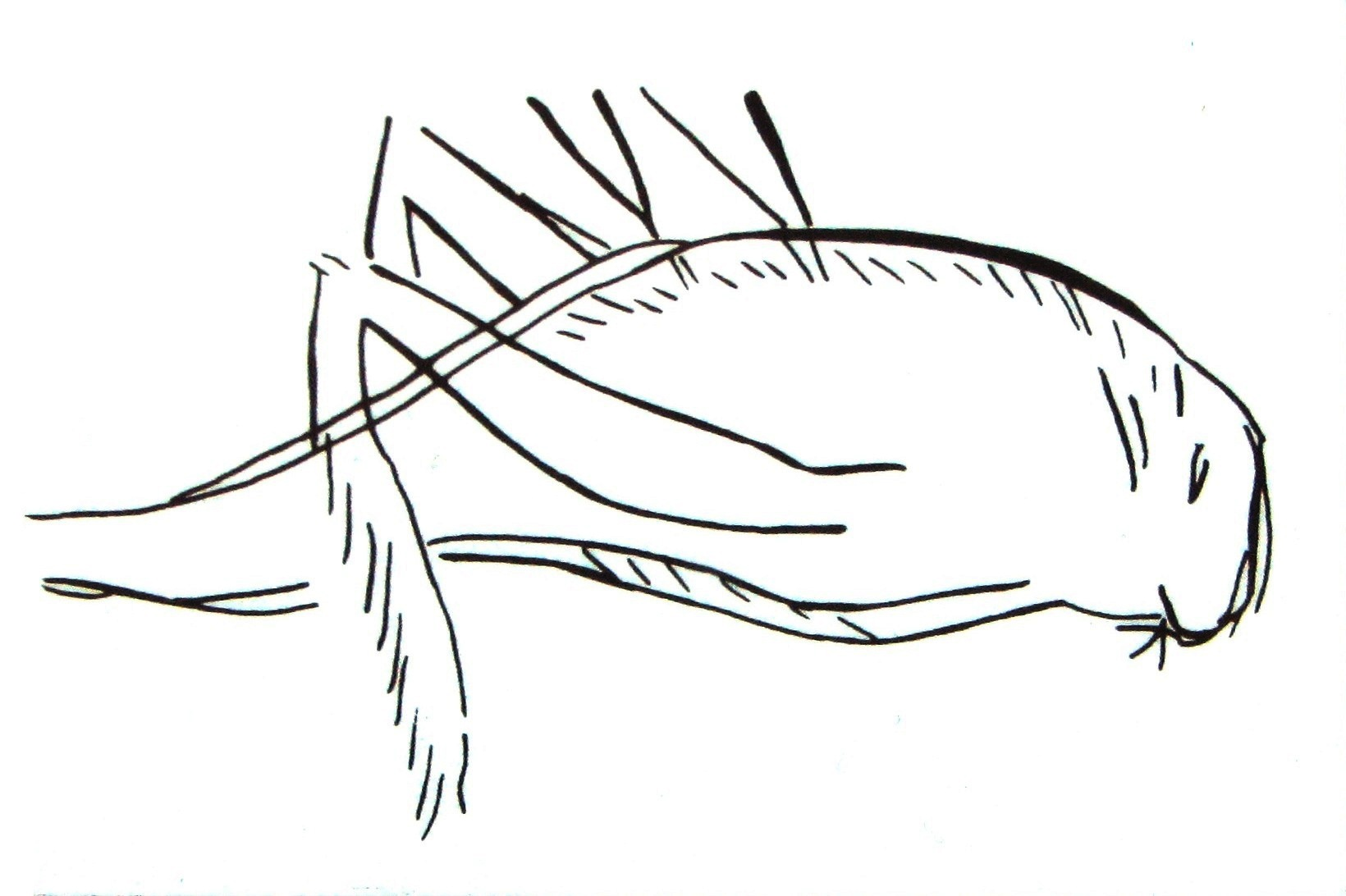
Reproducción de uno de los saltamontes representados sobre soporte mueble en Enlène, cueva contigua a Les Trois-Frères.

Trois Frères es una gruta decorada paleolítica que se encuentra en las proximidades de la pequeña localidad de Montesquieu-Avantès, en el departamento de Ariège, región de Midi-Pyrénées (Francia). Está situada a una altitud de 465 m. Actualmente está cerrada al público a fin de garantizar su preservación.

## Descubrimiento
La gruta fue descubierta el 20 de julio de 1912 por los tres hijos del conde de Bégouën, a los cuales debe su nombre (Trois Frères significa “Tres Hermanos”). El abad, arqueólogo y prehistoriador Henri Breuil (1877-1961) estudió en profundidad la caverna y realizó una serie de dibujos basándose en sus fantásticas figuras.

## Descripción

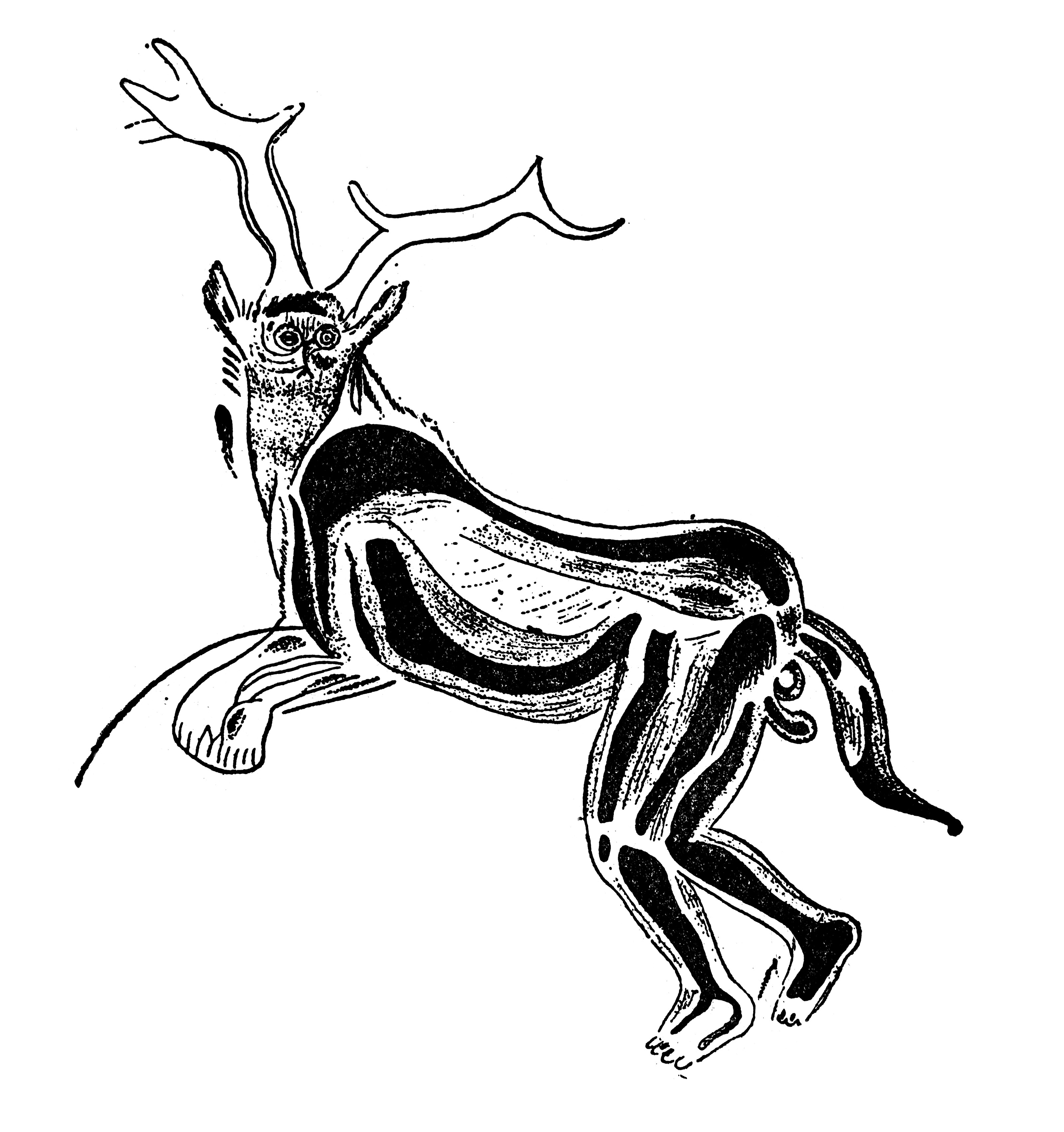
El Hechicero de la gruta de Trois Freres.

La gruta es en realidad una extensa red de cavernas decoradas con magníficos grabados y pinturas rupestres del Paleolítico superior, en concreto del período Magdaleniense (17000-10000 a. C.). Es célebre, entre otras cosas, por la representación de dos seres mitad hombres y mitad animales, un hecho raro en el arte rupestre. El primero es un grabado conocido como “el hombre-bisonte”, un personaje que reúne simultáneamente las características de un ser humano y de un bisonte. Parece estar conduciendo un rebaño de animales mientras toca un instrumento, quizá un aerófono o un arco musical. La segunda figura, llamada simplemente “el hechicero”, está grabada y parcialmente pintada en negro. Representa a un ser antropomorfo con piernas humanas, órganos genitales masculinos, patas posteriores de oso, cola de caballo, astas y orejas de ciervo, barba de bisonte y ojos de búho. Este enigmático personaje, que se halla situado en un lugar casi inaccesible, a 4 m de altura, por encima del resto y dominando el espacio a su alrededor, es el más famoso de la cueva y ha recibido múltiples interpretaciones: un brujo practicando un rito mágico, una divinidad de la caza (del tipo “dios cornudo") o incluso un chamán en trance.

## El Tuc d'Audoubert
La gruta de Trois Frères es vecina de la gruta del Tuc d'Audoubert, otra cueva prehistórica del mismo período. Ambos complejos forman parte de un mismo sistema subterráneo y son adyacentes, pero no están comunicados. Los dos fueron explorados por el conde Bégouën y sus hijos en la misma época. En la gruta del Tuc d'Audoubert se han hallado numerosas herramientas y piezas trabajadas. La fama de la cueva se debe especialmente a dos bisontes modelados en arcilla que reposan sobre un bloque de piedra. Cerca se halla el esbozo de un tercer bisonte y huellas de pies humanos. Este conjunto es algo único en el arte paleolítico y su estado de conservación es excepcional.